# Lucianus van Samosata
Lucianus of Loukianos (Oudgrieks: Λουκιανός) van Samosata (ca. 125 – ca. 180) was een Griekstalige schrijver in het Romeinse Rijk. Hij schreef ruim zestig werken van uiteenlopende omvang, die voor het grootste deel tot de retorica en tot het satirische genre gerekend mogen worden. Lucianus was de belangrijkste prozasatiricus uit de Oudheid.

## Leven
Lucianus werd rond 125 n.Chr. geboren in Samosata, een stad aan de bovenloop van de Eufraat, die toen deel uitmaakte van de Romeinse provincie Syria. Zijn moedertaal was het Syrisch en op school leerde hij Grieks (de voertaal in de oostelijke helft van het Romeinse rijk). De naam Lucianus, die Romeins is, heeft hij ongetwijfeld later aangenomen. Waarschijnlijk is hij vernoemd naar een beschermheer die Lucius heette.
Voor zijn biografie zijn we volledig aangewezen op de schaarse gegevens in Lucianus’ eigen werk - maar vanwege zijn satirische inslag is het onzeker of de autobiografische vermeldingen als waarheid moeten worden opgevat. Lucianus komt niet voor in de geschriften van andere schrijvers uit de Oudheid.
Over zijn jonge jaren vertelt Lucianus enkele details in zijn De droom (dat daarom ook wel de ondertitel 'Het leven van Lucianus' heeft gekregen). Hij werd door zijn vader voorbestemd – zo vertelt hij daar – om na zijn schooljaren beeldhouwer te worden. Toen zijn opleiding bij een oom van moederskant de eerste dag al mislukte, koos hij voor een leven als literator. Na een  opleiding in de Griekse taal en literatuur, begon hij een carrière als rondreizend redenaar. Kennelijk was er voldoende belangstelling voor zijn Griekstalige redevoeringen. Zijn professie bracht hem naar Griekenland, Italië en Gallië, waar hij een tijdlang woonde in Massilia (het huidige Marseille). We weten verder dat hij in Antiochië is geweest en vier keer in Olympia; de laatste keer was hij getuige van de theatrale zelfverbranding van Peregrinus Proteus (in 165 of 167), waarover hij Het levenseinde van Peregrinus schreef.
Lucianus vond ook van zichzelf dat hij verschilde van de andere schrijvers van zijn tijd, omdat hij niet wilde dat de mensen zijn boeken per se geloofden. Hij geldt dan ook als een van de grondleggers van de roman. De Ἀληθὴς Ἱστορία ('Waargebeurde geschiedenis') is een parodie op wat vroegere schrijvers vertelden, en de titel is ironisch bedoeld, want het verhaal gaat over de Maanlingen (mensen die op de maan woonden).
Rond zijn veertigste levensjaar had hij genoeg van de retorica. In De tweevoudige aanklacht vertelt hij dat hij zich ging toeleggen op een nieuwe literaire vorm, de satirische dialoog. Met zijn vader vestigde hij zich in Athene. Of hij zich daar aan de Academie of het Lyceum verdiepte in de filosofie - zoals wel wordt gedacht - is onduidelijk. Hij maakte er kennis met de cynische filosoof Demonax. Na zijn vijftigste jaar nam hij in ca. 171 de functie van secretaris van de Romeinse stadhouder in Egypte aan, een stap die hij rechtvaardigt in zijn Apologie. Deze baan gaf hij in ca. 177 weer op, waarna hij terugkeerde naar Athene. Het laatste historische gegeven dat we in Lucianus’ werk tegenkomen is de dood van keizer Marcus Aurelius in het jaar 180. Hoe lang daarna Lucianus is gestorven, is onduidelijk.

## Werk

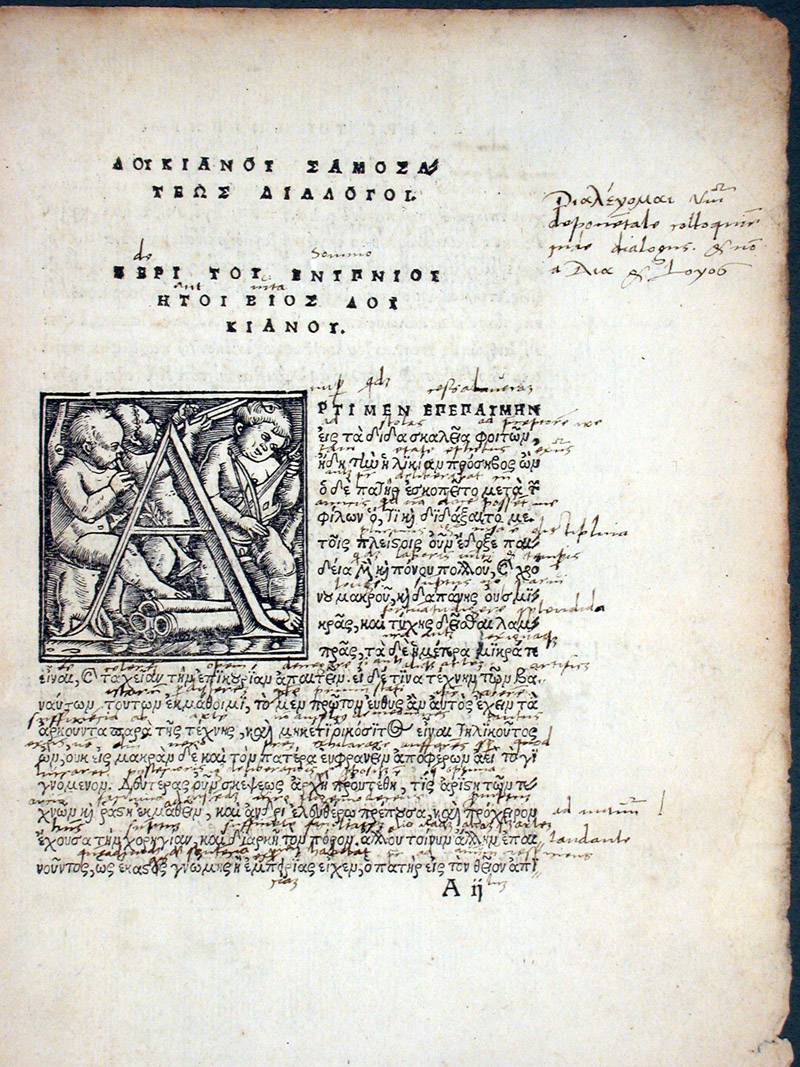
Eerste pagina van een zestiende-eeuwse Griekse editie van Lucianus' De droom, met contemporaine notities

Lucianus schreef niet in het Grieks van zijn eigen tijd, het 'koinè', maar richtte zich in zijn taalgebruik naar de 5e en 4e eeuw v.Chr. Met dit atticisme sloot hij zich aan bij een literaire stroming die bekendstaat als de Tweede sofistiek.
Lucianus was een productief schrijver. Wij bezitten een 70-tal geschriften die op zijn naam staan, maar mogelijk zijn ze niet allemaal van zijn hand. Zijn belangrijkste werken zijn de volgende.
- In zijn Θεῶν διάλογοι (Godengesprekken) steekt hij de draak met de traditionele Griekse mythologie met haar al te menselijke ruzies in het godengezin op de Olympus.
- De Νεκρικοὶ διάλογοι (Dodengesprekken) zijn 30 korte satirische gesprekken in de onderwereld tussen figuren uit geschiedenis en mythologie (zie ook: dodengesprek).
- De Φιλοψευδής (Leugenminnaar), ook bekend als Ἀπιστῶν (Ongelovige), waarin Lucianus de spot drijft met bijgelovige filosofen, bevat onder meer een verzameling verhalen omtrent spoken en geesten, waaronder het verhaal van de tot leven gewekte bezemsteel, bekend als "de Tovenaarsleerling" uit de moderne literatuur (Goethe) en muziek (Dukas).
- De Ἀλέξανδρος ἢ Ψευδόμαντις (Alexander of Leugenprofeet) ridiculiseert de wonderdoener en kwakzalver Alexander van Abonouteichos (in Klein-Azië).
- De slechte filosofen moeten het onder meer ontgelden in Βίων πρᾶσις (Veiling van levens), waarin de god Hermes als afslager in opdracht van Zeus filosofen veilt voor spotprijzen.
- Thematisch verwant aan de Avonturen van Baron von Münchhausen zijn Ἀληθῆ διηγήματα (Ware verhalen) en de dialoog Ἰκαρομένιππος (De Luchtreis, genoemd naar Icarus (Ἴκαρος en Oud-Grieks)), de eerste sciencefictionverhalen - uit 165 na Chr.
- Λούκιος ἢ ῎Ονος (Lucius of Ezel) behandelt hetzelfde thema als De gouden ezel van Apuleius. Deze tekst is echter een ingekorte versie van een verloren gegaan origineel. Zoals de tekst nu is overgeleverd, is deze dus niet van de hand van Lucianus geweest (pseudo-Lucianus). Omdat de stijl toch voldoende als die van Lucianus wordt geacht, neemt men vooralsnog aan dat Lucianus waarschijnlijk de auteur van het verloren origineel is geweest.
- In zijn Μακρόβιοι (Macrobioi, lang-levenden) behandelt hij het thema van levensverwachting. hij geeft een paar extreme voorbeelden zoals dat van Nestor die 3 eeuwen geleefd zou hebben, maar het merendeel van de levens die hij bespreekt zijn van een normale duur (80-100 jaar). Hij geeft goede raad in verband met voeding en gematigdheid.
- In Πῶς δεῖ ἱστορίαν συγγράφειν (Hoe geschiedenis te schrijven) drijft Lucianus de spot met historici die, zoals Herodotos en Ctesias, verhalen opfleuren om hun lezers te entertainen of te sparen. Hij geeft aanwijzingen hoe een geschiedschrijver wel te werk moet gaan, in het spoor van Thucydides: met exactheid en onpartijdigheid.

Inzake taalgebruik streefde hij naar de Attische zuiverheid van de 5e/4e eeuw v.Chr. Behalve een voortreffelijk stilist was Lucianus een geestig spotter, die zich er vooral op toelegde in zijn geschriften op ongenadige wijze het bijgeloof, de pretentieuze filosofische theorieën en de religieuze hocus pocus van zijn tijd aan de kaak te stellen.

## Lucianus en het christendom
Met het christendom had Lucianus weinig op. In een van zijn geschriften, De dood van Peregrinus, drijft hij de spot met de naastenliefde van de christenen en hun minachting voor de dood:
Het komt erop neer dat die arme stumperds het in hun hoofd hebben gehaald dat zij onsterfelijk worden en het eeuwige leven krijgen. Het gevolg is dat zij de dood verachten en zich in groten getale vrijwillig aangeven. Daarbij komt dat hun eerste wetgever [Paulus] hun heeft geleerd dat zij elkanders broeders moeten zijn, wanneer ze eenmaal over de schreef zijn gegaan door het geloof in de Griekse goden af te zweren, waarna zij die aan het kruis geslagen praatjesmaker [Jezus] zelf vereren en volgens zijn wetten leven.  (De Morte Peregrini 13, vert. Hein L. van Dolen)
Lucianus werd zeer gewaardeerd door de christen-humanisten Desiderius Erasmus en Thomas More die zijn werk aan het begin van de 16e eeuw van het Grieks in het Latijn vertaalden en door hem geïnspireerd werden in proza satire te schrijven.

## Nederlandse vertalingen (selectie)
- Lucius of: de ezel. Een postmoderne roman uit de oudheid, vert. Christiaan Caspers, 2018. ISBN 9789025309404
- Onder professoren. Een symposium, vertaald en toegelicht door Wannes Gyselinck, 2008. ISBN 9789079433117 (Het Symposion of de Lapithen)
- Hoe word ik een goed historicus, vertaald en geannoteerd door G.H. de Vries, 2007. ISBN 9789025331580
- Ware verhalen, vertaald door Boukje Verheij en Tijn Cuypers, 1999. ISBN 9789025331368
- De ontmaskering van de charlatans, vertaald uit het Grieks door Hein L. van Dolen en toegelicht door Jaap-Jan Flinterman, 1996, ISBN 9789025331344 (Philopseudes, Alexander en De morte Peregrini)
- Zeus' tragische rol, vertaald en geannoteerd door Tjitte H. Jansen, 1994. ISBN 9789053521212 (heruitgegeven in 2010 als De tragiek van de goden)
- Liefde, vriendschap & laster, vertaald uit het Grieks en van aantekeningen voorzien door Hein L. van Dolen, 1993. ISBN 9789025332662 (Erotes, Toxaris en Apophras)
- De droom en De gesprekken, vertaald uit het Grieks en van aantekeningen voorzien door Hein L. van Dolen, 1992. ISBN 9789025330934 (Somnium, Dialogi deorum, Dialogi mortuorum, Dialogi marini, Dialogi meretrici)
- De behekste ezel, vert. Hans van Straten, 1991. ISBN 9789063660871
- De beeldstormer van Samosata, ingeleid en vertaald door H. Verbruggen en K. Huysmans, 1964 (Somnium, Dialogi marini, Dialogi mortuorum, Charon, Demonax, Alexander, Gallus)
- W.E.J. Kuiper, Griekse varia. Bloemlezing uit de werken van een vijftiental Griekse dichters en prozaschrijvers, 1956 (met Philopseudes, vertaald door Kuiper en Icaromenippus, vertaald door Hubert Cuypers jr.)
- Waarachtige historiën, vertaald door Fr. Cluytens, 1946
- Uit de leerschool van de leugen (Lucianus' waarachtig verhaal), vertaald door H.M.R. Leopold, 1926
- Charoon, of de wereldbeschouwers, vertaald door Adhemar Geerebaert, 1925
- Alle de Werken van Lucianus den Samosatenser, uit het Grieks vertaald door Steven Blankaert, 2 dln., 1679 (vol. I en vol. II)

## Referentie
- art. Lucianus, in F. Lübker - trad. ed. J.D. Van Hoëvell, Classisch Woordenboek van Kunsten en Wetenschappen, Rotterdam, 1857, pp. 551-552.